# Aechminidae
De Aechminidae zijn een familie van uitgestorven kreeftachtigen uit de klasse van de Ostracoda (mosselkreeftjes).

## Geslachten
- Aechmina Jones & Holl, 1869 †
- Aechminabolbina Schallreuter, 1976 †
- Antiaechmina Schallreuter, 1968 †
- Cambraechmina Hinz-Schallreuter, 1993 †
- Cornigella Warthin, 1930 †
- Microaechmina Melnikova, 1978 †
- Paraechmina Ulrich & Bassler, 1923 †
- Preaechmina Shu, 1990 †
- Spinaechmina Schallreuter, 1984 †